# 幕末の人物一覧
幕末の人物一覧（ばくまつのじんぶついちらん）
幕末に活躍した人物の一覧。幕末の期間には明確な定義はないが、原則としてペリーアメリカ軍の黒船来航の1853年（嘉永6年）から1867年（慶応3年）の大政奉還まで活躍していた人物。
江戸時代の人物一覧・明治時代の人物一覧と一部重複する。

## 朝廷
- 天皇
  - 孝明天皇：第121代天皇。在位1846年-1867年
  - 明治天皇：第122代天皇。在位1867年-1912年
- 皇族
  - 中川宮朝彦親王（青蓮院宮とも呼ばれる）：安政の大獄で隠居永蟄居させられたが後に赦免され、国事御用掛となる。公武合体派の領袖であった。
  - 有栖川宮幟仁親王：国事御用掛。禁門の変で親長州の態度をとったため、謹慎・蟄居。
  - 有栖川宮熾仁親王：国事御用掛。父幟仁親王と共に謹慎・蟄居させられたが、明治天皇が践祚すると、父と共に謹慎を解かれ、戊辰戦争では東征大総督となる。
  - 輪王寺宮（北白川宮能久親王）：彰義隊に擁立され、敗北後東北に逃避、奥羽越列藩同盟の盟主に擁立された。東武天皇として即位したとの説もある。
  - 和宮親子内親王：徳川家茂の正室で、公武合体の象徴的存在。
- 関白
  - 鷹司政通（1823年 - 1856年）：開国派から攘夷派へ転向。これが幕府の怒りに触れ、出家させられる。
  - 九条尚忠（1856年 - 1862年）：幕府との協調路線を推進。攘夷派から糾弾されて、謹慎を命じられた。
  - 近衛忠熙（1862年 - 1863年）：国事御用掛。安政の大獄により一度失脚し、後関白となるが攘夷派の台頭により関白を辞した。
  - 鷹司輔熙（1863年1月 - 12月）：国事御用掛。安政の大獄により一度失脚し、後関白となるが、攘夷派寄りの姿勢を見せたため関白を免ぜられた。
  - 二条斉敬（1863年 - 1866年）：国事御用掛。公武合体派で孝明天皇の信頼も厚かったが、王政復古の大号令により、摂関は廃止された。
- 安政5年（1858年）に日米修好通商条約締結の勅許に反対し、幕府より処罰された八十八卿の主な者。多くは後に復帰し、国事御用掛などに登用された。
  - 中山忠能：国事御用掛。明治天皇の祖父。当初公武合体派であったが、禁門の変では長州を支持、孝明天皇の怒りを買い失脚。
  - 大炊御門家信
  - 正親町三条実愛：国事御用掛。公武合体派で、尊皇攘夷派の志士から敵視され失脚。復帰後は討幕派となった。
  - 堀河康親
  - 大原重徳：国事御用掛。幕府に文久の改革を迫る。親幕派の追放を試みるが失敗して幽門。
  - 五辻高仲
  - 今出川実順
  - 岩倉具慶：岩倉具視の養父
  - 澤為量：戊辰戦争の奥羽鎮撫使総督
  - 長谷信篤：国事御用掛
  - 清水谷公正
  - 東園基敬
  - 河鰭公述：国事御用掛
  - 土御門晴雄
  - 岩倉具視：維新の十傑
  - 勧修寺顕彰
  - 中御門経之:討幕派。親幕派の追放を試みるが失敗して失脚。
  - 勧修寺経理
- 文久3年八月十八日の政変で追放された七卿
  - 三条実美：国事御用掛
  - 壬生基修
  - 三条西季知：国事御用掛
  - 東久世通禧：国事御用掛
  - 四条隆謌
  - 錦小路頼徳
  - 澤宣嘉
- 上記以外で国事御用掛に登用されたもの
  - 近衛忠房
  - 徳大寺公純
  - 一条忠香
  - 万里小路博房
  - 坊城俊克
  - 一条実良
  - 広幡忠礼
  - 徳大寺実則
  - 橋本実麗
  - 姉小路公知
- その他
  - 九条道孝
  - 中山忠光
  - 冷泉為恭

## 幕府
- 将軍
  - 徳川家慶（12代将軍）
  - 徳川家定（13代将軍）
  - 徳川家茂（徳川慶福、14代将軍）
  - 徳川慶喜（一橋慶喜、15代将軍）
- 大老
  - 井伊直弼：本来は保守派であったが、現実的な観点から日米修好通商条約に調印。反対派を安政の大獄で弾圧したが、桜田門外の変で暗殺された。
  - 酒井忠績：最後の大老。京都所司代臨時代行・老中首座を務めた後、大老に就任。
- 老中・若年寄
  - 阿部正弘：老中首座として日米和親条約を締結、鎖国に終止符を打つ。この際外部に意見を求めたことが、結果としては幕府の威信の低下を招いた。
  - 牧野忠雅：老中次席・海防掛担当。阿部と歩調を合わせる。
  - 内藤信親：11年に渡って老中を務めるが、公武合体の失敗などの責任を問われ、辞職する。
  - 堀田正睦：阿部正弘の次の老中首座、外国掛老中を兼ねた。日米修好通商条約調印の勅許を得ようとするが失敗、一橋派とされたため、条約調印後に井伊直弼に解任された。
  - 松平忠固：堀田と並ぶ開国派老中。日米修好通商条約締結に際しては、政権を握っているのは幕府であるとして勅許不要論を唱えた。堀田と同時に解任された。
  - 松平乗全：阿部のもとで老中となる。松平忠固と歩調を合わせ、開国和親を唱えたため、徳川斉昭の怒りに触れ、罷免される。井伊直弼のもとで再び老中に就任する。
  - 脇坂安宅：外国御用取扱。元京都所司代。日米修好通商条約調印の許しを得るため上洛するが、失敗する。
  - 太田資始：既に隠居の身であったが、井伊直弼により老中に任じられる。安政の大獄で、水戸藩に関する処分を巡り井伊と対立し、罷免される。
  - 間部詮勝：外国御用取扱。井伊直弼と共に外交問題や、安政の大獄に奔走し、「井伊の赤鬼」と並び「間部の青鬼」と呼ばれる。上洛して梅田雲浜ら志士の逮捕に尽力するが、帰府してから井伊と対立し、罷免される。
  - 安藤信正：井伊直弼が暗殺された後、久世広周と共に幕政を取り仕切る。有能な老中であったが、坂下門外の変を機に失脚。
  - 久世広周：阿部正弘のもとで老中となるが、大老井伊直弼が安政の大獄を開始するとこれに反発して辞職する。井伊が暗殺された後、老中首座となり安藤信正と共に公武合体政策を推進。信正との連座する形で罷免された。
  - 小笠原長行：生麦事件の早期解決のため、将軍の了解を得ず賠償金を支払う。長州征伐では敗北。戊辰戦争では徹底抗戦を唱え、箱館戦争に加わる。
  - 水野忠精：横須賀造船所の建設を推進した。
  - 板倉勝静：徳川慶喜の信任が厚く、大政奉還の実現にも尽力。戊辰戦争では小笠原長行と共に奥羽越列藩同盟の参謀となって箱館戦争まで戦った。
  - 松前崇広：阿部正外とともに独断で兵庫開港を決定するが、これが朝廷の怒りに触れて罷免され、謹慎させられる。
  - 阿部正外：かつては旗本で、神奈川奉行として生麦事件の対応に当たった。のちに大名となり、老中に就任する。将軍家茂に代わり松平宗秀とともに上洛して朝廷と交渉するが、叱責されて帰府する。松前崇広とともに独断で兵庫開港を決定したため、朝廷の怒りに触れて罷免され、謹慎させられる。
  - 松平宗秀：大老井伊直弼のもとで寺社奉行として安政の大獄に関わる。のちに老中となり、阿部正外とともに上洛して朝廷と交渉するが、叱責されて帰府する。第二次長州征討では安芸広島にて幕府軍の指揮を執ったが、捕虜であった長州藩の山県半蔵・小田村伊之助を独断で釈放したことが発覚して罷免され、謹慎させられる。
  - 稲葉正邦：外国御用取扱・内国事務総裁
  - 稲葉正巳：陸軍奉行・海軍総裁
  - 松平乗謨：陸軍奉行・陸軍総裁
  - 酒井忠毗：若年寄を3度務める。英国公使オールコックから能力を評価され、その後生麦事件、下関戦争の賠償交渉を行った。
  - 田沼意尊：若年寄。武田耕雲斎らを処刑した。
- 主に外交方面で活躍した幕臣
  - 大久保忠寛：勝海舟を見出す。
  - 戸田氏栄：浦賀奉行としてマシュー・ペリー来航時の折衝役となり、日米和親条約交渉でも全権として条約を結んだ。
  - 川路聖謨：幕末の名官吏。阿部正弘に海岸防禦御用掛に任じらる。日露和親条約の交渉に力を尽くした。後に外国奉行。
  - 筒井政憲：日露和親条約の交渉を行った。
  - 箕作阮甫：元津山藩士。天文台翻訳員となり、ペリー来航時に米大統領国書を翻訳、長崎でロシアとの交渉も行う。蕃書調所の首席教授に任ぜられ、幕臣に取立てられた。
  - 岩瀬忠震：幕末三俊。初代外国奉行の一人。開国派で日露和親条約、日米修好通商条約に関わる。が、通商条約の締結を急ぐ老中堀田正睦に押し切られて、金銀等価交換に合意し、幕末の通貨問題を招く。安政の大獄で失脚。
  - 井上清直：初代外国奉行。安政の大獄で左遷されるも、復帰し軍艦奉行となり、幕府海軍拡張に尽力。
  - 堀利煕：初代外国奉行。日普修好通商条約の交渉責任者だが、調印直前に切腹。
  - 新見正興：外国奉行。万延元年遣米使節の正使。
  - 小栗忠順：幕末三俊。外国奉行・勘定奉行・海軍奉行並・陸軍奉行並等。フランスとの関係を強化し、徳川氏を中心とした近代日本を作ろうとした。軍艦奉行として、横須賀造船所を建設した他、数多くの改革、新規事業を試みている。
  - 水野忠徳：幕末三俊。通貨問題の専門家。勘定奉行・外国奉行・軍艦奉行等。
  - 永井尚志：長崎海軍伝習所の総監理を務めた後、外国奉行・軍艦奉行。箱館戦争にも参加。
  - 竹内保徳：外国奉行。文久遣欧使節の正使。
  - 竹本正雅：外国奉行。生麦事件、下関戦争の賠償交渉を担当。
  - 池田長発：外国奉行。横浜鎖港談判使節団の正使。
  - 柴田剛中：外国奉行。文久遣欧使節組頭、慶応遣欧使節正使
  - 栗本鋤雲：外国奉行。箱館でメルメ・カションと懇意になったことから、フランスと幕府の橋渡し役。フランス滞在中に大政奉還
  - 川勝広道：横浜仏語伝習所所長。外国奉行・外国事務副総裁。
  - 福澤諭吉：外国奉行支配調役。著述家、翻訳方。万延元年遣米使節、文久遣欧使節の一員
  - 吉田賢輔：外国奉行支配調役
- 幕府海軍関係
  - 木村芥舟：目付、軍艦奉行。万延元年遣米使節の護衛を名目として咸臨丸で渡米。
  - 勝海舟：軍艦奉行並・海軍奉行並。幕末の三舟
  - 矢田堀鴻：最後の海軍総裁。長崎海軍伝習所一期生。海軍一筋
  - 榎本武揚：長崎海軍伝習所二期生（一期聴講生）。オランダ留学。帰国後海軍副総裁、蝦夷共和国総裁。
  - 中島三郎助：浦賀奉行所与力。最初の洋式軍艦鳳凰丸建造。長崎海軍伝習所一期生。軍艦操練所教授方等
  - 佐々倉桐太郎：浦賀奉行所与力。長崎海軍伝習所一期生。咸臨丸渡米の際の運用方兼砲術方。軍艦役等
  - 小野友五郎：長崎海軍伝習所一期生。咸臨丸渡米の際の測量方兼運用方。国産初の蒸気軍艦千代田形設計。再渡米し東艦購入。
  - 肥田浜五郎：長崎海軍伝習所二期生。咸臨丸渡米の際の蒸気方。国産初の蒸気軍艦千代田形の蒸気機関設計。横須賀造船所の工作機械をオランダで購入。
  - 荒井郁之助：軍艦頭、蝦夷共和国軍艦奉行。
  - 甲賀源吾：回天丸艦長、宮古湾海戦で戦死。
- 幕府陸軍関係
  - 高島秋帆：元長崎町年寄で日本最初の洋式砲術家、講武所砲術教授。高島平は秋帆が演習を行ったことにちなんだもの。
  - 竹中重固：陸軍奉行、鳥羽・伏見の戦いの幕府総指揮官。
  - 松平太郎：陸軍奉行並、蝦夷共和国副総裁。
  - 大鳥圭介：歩兵奉行、蝦夷共和国陸軍奉行。
  - 窪田鎮章：幕府歩兵第12連隊長、鳥羽・伏見の戦いで戦死。
  - 沼間守一：歩兵頭並
  - 古屋佐久左衛門：衝鋒隊隊長
- 京都治安維持関係
  - 松平容保：会津藩主、京都守護職
  - 松平定敬：桑名藩主、京都所司代、容保の実弟
  - 鵜殿鳩翁
  - 清河八郎
  - 松岡万
  - 芹沢鴨：新選組
  - 近藤勇：新選組
  - 土方歳三：新選組
  - 佐々木只三郎：京都見廻組
- 戊辰戦争関係
  - 山岡鉄舟：江戸無血開城の予備交渉を行う。幕末の三舟。
  - 高橋泥舟：幕末の三舟。
  - 川勝広運：若年寄。江戸無血開城の実務を行う。
  - 渋沢成一郎：彰義隊
  - 天野八郎：彰義隊
  - 松本良順：将軍侍医、幕府陸軍軍医、奥羽列藩同盟軍の軍医となり、会津戦争後、仙台にて降伏。
  - 高松凌雲：箱館戦争に参加、箱館病院の院長。戦傷者を敵味方を問わず治療。
  - 伊庭八郎
- 大奥関係
  - 天璋院：13代将軍御台所
  - 静観院宮：仁孝天皇第8皇女・和宮親子内親王、14代将軍御台所
  - 瀧山：大奥御年寄
- その他
  - 男谷精一郎
  - 下曽根信敦
  - 窪田鎮勝：西国郡代、蒲池鎮克
  - 内山彦次郎：大阪西町奉行所与力
  - 大石造酒蔵：一橋家家臣
  - 榊原鍵吉
  - 赤松則良：維新後は軍医、娘は森林太郎（鷗外）の最初の妻
  - 前島密
  - 渡部温：英語翻訳家。維新後は沼津兵学校頭取、東京外国語学校校長など
  - 渋沢栄一

## 会津藩
- 松平容保（会津藩主）
- 佐川官兵衛（家老）
- 西郷頼母（家老）
- 神保内蔵助（家老）
- 萱野長修（家老）
- 田中玄清（家老。土佐）
- 山川浩（家老）
- 梶原平馬（家老）
- 海老名季昌（家老）
- 手代木勝任（若年寄）
- 横山常守（若年寄）
- 林安定（奉行。権助）
- 外島機兵衛（勘定奉行）
- 井深宅右衛門（学校奉行）
- 野村左兵衛（公用方）
- 広沢安任（公用方）
- 秋月悌次郎（公用方）
- 山本覚馬（軍事取調兼大砲頭取）
- 大庭恭平（藩士）
- 神保修理（藩士）
- 柴司（藩士）
- 神戸岩蔵（藩士)
- 南摩綱紀（藩士）
- 川崎尚之助（藩士）
- 町野主水（朱雀士中4番隊頭）
- 日向内記（白虎士中2番隊頭）
- 飯沼貞吉（白虎士中2番隊士）
- 山川健次郎（白虎隊隊士）
- 小松済治（ドイツ留学生）

## 薩摩藩
- 島津斉興（薩摩藩主）
- 島津斉彬（薩摩藩主。斉興の長男）
- 島津久光（斉興の三男。忠義の父）
- 島津忠義（藩主）
- 島津久治（家老）
- 島津久宝（加治木領主）
- 調所広郷（家老）
- 小松清廉（家老。帯刀）
- 新納中三（家老）
- 村橋久成
- 種子島久尚
- 肝付兼両
- 桂久武（家老）
- 岩下方平（家老）
- 西郷隆盛（吉之助）
- 大久保利通（一蔵）
- 伊地知貞馨（堀次郎）
- 吉井友実（幸輔）
- 伊地知正治（竜右衛門）
- 伊集院兼善
- 伊集院兼寛（直右衛門）
- 伊集院五郎
- 黒田清隆（了介）
- 五代友厚（才助）
- 篠原国幹（藤十郎）
- 桐野利秋（中村半次郎）
- 村田新八
- 海江田信義（有村俊斎）
- 有村雄助
- 有村次左衛門
- 高崎正風（左太郎）
- 高崎五六（猪太郎）
- 奈良原繁（喜八郎）
- 森有礼（助五郎、金之丞）
- 西郷従道（信吾）
- 大山巌（弥助）
- 井上良馨
- 川村純義（与十郎）
- 仁礼景範（源之丞）
- 野津鎮雄（七左衛門）
- 野津道貫（七次）
- 黒木為楨（七左衛門）
- 野崎貞澄（善蔵）
- 有馬藤太
- 有馬新一
- 川路利良（正之進）
- 大山綱良（格之助）
- 益満休之助
- 大迫貞清
- 種田政明
- 池上四郎
- 永山弥一郎
- 伊東祐亨（四郎、四郎左衛門）
- 伊東祐麿
- 川上操六（宗之丞）
- 川村景明（源十郎）
- 肝付兼行
- 東郷平八郎
- 山本権兵衛
- 伊牟田尚平
- 有馬新七（藩士）
- 田中新兵衛（藩士）
- 税所篤
- 樺山資紀（覚之進）
- 樺山三円
- 中井弘
- 葛城彦一
- 山下親房
- 八田知紀

## 長州藩
- 毛利敬親（長州藩主）
- 毛利元徳（長州藩主）
- 村田清風
- 周布政之助
- 福原元僴（福原越後）
- 宍戸真澂（左馬之助）
- 長井雅楽
- 吉田松陰
- 福永喜助（喬久）
- 椋梨藤太
- 杉山松助
- 入江九一
- 吉田稔麿
- 久坂玄瑞
- 高杉晋作
- 木戸孝允（桂小五郎）
- 広沢真臣（兵助）
- 伊藤博文（俊輔）
- 山縣有朋（狂介）
- 井上馨（聞多）
- 大村益次郎（村田蔵六）
- 三吉周亮（長府藩士）
- 三吉慎蔵（長府藩士）
- 来島又兵衛
- 品川弥二郎
- 前原一誠
- 野村靖
- 乃美織江
- 根来上総
- 山田顕義
- 赤禰武人
- 三好重臣（軍太郎）
- 坪井九右衛門
- 寺島忠三郎
- 益田親施（益田越中）
- 佐々木男也
- 来原良蔵
- 浦元襄（浦靱負）
- 小幡彦七
- 村田次郎三郎
- 吉川経幹（吉川監物）
- 国司親相（国司信濃）
- 乃木希典
- 阿部宗兵衛
- 松島剛蔵
- 秋良敦之助
- 有吉熊次郎
- 飯田俊徳
- 飯田正伯
- 生田良佐
- 石川小五郎（河瀬真孝）
- 井上勝（野村弥吉）
- 太田市之進（御堀耕助）
- 岡部富太郎
- 楫取素彦（小田村文助）
- 尾寺新之丞
- 片野十郎
- 金子重之輔
- 兼重譲蔵
- 河上弥市
- 久保清太郎
- 月性
- 駒井政五郎
- 佐久間佐兵衛（赤川直次郎）
- 桜井慎平
- 清水清太郎
- 白井小助
- 白石正一郎
- 白石廉作
- 杉梅太郎
- 杉孫七郎
- 杉常道
- 世良修蔵
- 大楽源太郎
- 高杉小忠太
- 滝弥太郎
- 竹内正兵衛
- 玉木文之進
- 土屋矢之介
- 時山直八
- 所郁太郎
- 富永有隣
- 鳥尾小弥太
- 中谷正亮
- 長野熊之丞
- 中村九郎
- 楢崎弥八郎
- 野村靖
- 林友幸（半七）
- 福川犀之助
- 福田侠平
- 福原信冬（乙之進）
- 福原又四郎
- 北條瀬兵衛（伊勢華）
- 堀真五郎
- 前田孫右衛門
- 増野徳民
- 馬島甫仙
- 松浦松洞
- 三浦梧楼
- 宮崎彦助
- 毛利登人
- 山尾庸三
- 宍戸璣（山県半蔵）
- 山田宇右衛門
- 山田亦介
- 大和弥八郎
- 冷泉雅次郎
- 渡辺内蔵太
- 児玉源太郎（徳山藩）
- 神代直人
- 寺内正毅（大正期の内閣総理大臣）

## 土佐藩
- 山内容堂（土佐藩主。豊信）
- 山内豊範（土佐藩主）
- 池内蔵太
- 池田寅之進
- 石川潤次郎
- 石田英吉
- 板垣退助（乾退助）
- 乾正厚（市郎平）
- 岩崎弥太郎
- 岡田以蔵
- 岡本健三郎
- 片岡源馬
- 神山左多衛
- 北添佶摩（源五郎、本山七郎）
- 後藤象二郎
- 小南五郎
- 近藤長次郎（上杉宋次郎）
- 斎藤利行（渡辺弥久馬）
- 坂本権平
- 坂本龍馬
- 佐々木高行
- 沢村惣之丞（関雄之助）
- 下許武兵衛
- ジョン万次郎
- 新宮馬之助
- 菅野覚兵衛（千屋寅之助）
- 武市瑞山（武市半平太）
- 田中光顕（顕助）
- 谷干城
- 寺村道成（左膳）
- 中岡慎太郎
- 長岡謙吉
- 中島信行（作太郎）
- 那須信吾
- 野老山五吉郎
- 間崎哲馬
- 土方久元（楠左衛門）
- 平井収二郎
- 福岡孝茂（宮内）
- 福岡孝弟（藤次）
- 本山茂任（只一郎）
- 望月亀弥太
- 安岡金馬
- 安岡直行
- 吉田東洋
- 吉村虎太郎

## 佐賀藩
- 鍋島直正（佐賀藩主。閑叟）
- 大隈重信
- 江藤新平
- 副島種臣
- 大木喬任
- 佐野常民
- 島義勇　→以上7人は、佐賀の七賢人
- 鍋島直大（佐賀藩主。直正の子）
- 鍋島茂昌
- 鍋島直彬
- 鍋島直虎
- 多久茂族（多久領領主）
- 遠藤直正（家老）
- 石井忠躬
- 石井忠亮
- 石井松堂
- 石井貞興
- 石井富之助
- 伊東玄朴
- 枝吉神陽
- 朝倉尚武
- 山口尚芳
- 石丸安世
- 中牟田倉之助

## 水戸藩
- 徳川斉昭（水戸藩主）
- 徳川慶篤（水戸藩主）
- 戸田忠太夫（家老）
- 安島帯刀（家老）
- 藤田東湖
- 会沢正志斎
- 武田耕雲斎
- 武田金次郎
- 藤田小四郎
- 里見四郎左衛門
- 市川弘美（家老。三左衛門）
- 結城寅寿
- 朝比奈弥太郎
- 田丸稲之衛門
- 原市之進
- 大場一真斎
- 野村鼎実
- 加倉井砂山
- 香川敬三
- 住谷寅之介
- 菊地清兵衛
- 鵜飼吉左衛門
- 高橋多一郎（藩士）
- 海後磋磯之介
- 関鉄之介
- 青山延光
- 豊田天功
- 豊田香窓
- 金子孫二郎
- 本間玄調
- 榊原新左衛門

## 越前藩
- 松平春嶽（越前藩主）
- 松平茂昭（越前藩主。直廉）
- 本多副昌（家老）
- 本多富恭（家老）
- 本多副元（家老）
- 本多釣月（家老。修理）
- 松平主馬（家老。長澤鴎客）
- 本多飛騨（家老）
- 由利公正（三岡八郎）
- 橋本左内
- 中根雪江
- 鈴木主税
- 村田氏寿（巳三郎）
- 堤正誼（五市郎・市五郎）
- 毛受洪（鹿之助）
- 長谷部恕連（甚平）
- 青山貞（小三郎）
- 酒井十之丞（忠温、直道）
- 日下部太郎
- 関義臣
- 山本洪輔
- 千本久信（弥三郎）
- 笠原良策（白翁）
- 矢島立軒

## 熊本藩
- 細川斉護（熊本藩主）
- 細川韶邦（熊本藩主。斉護の子）
- 長岡是容（家老・長岡監物）
- 細川護久（藩主の弟）
- 長岡護美（藩主の弟）
- 細川行真（肥後宇土藩藩主）
- 細川利永（肥後熊本新田藩藩主）
- 松井章之（藩筆頭家老、八代城主）
- 元田永孚（元田大吉）
- 横井小楠
- 横井太平
- 岩男三郎
- 徳富一敬
- 井上平太
- 林桜園
- 宮部鼎蔵（藩士）
- 宮部春蔵（藩士）
- 河上彦斎（藩士）
- 松田重助（藩士）
- 高木元右衛門（藩士）
- 轟武兵衛（藩士）
- 太田黒伴雄（藩士・神官）
- 加屋霽堅（藩士・神官）
- 尾形俊太郎
- 岡田摂蔵
- 木下助之
- 西山大衛
- 林正明
- 宮崎八郎
- 安場保和

## 和歌山藩
- 徳川茂承（和歌山藩主）
- 水野忠央（和歌山藩附家老）
- 水野忠幹（和歌山藩附家老。忠央の子）
- 三浦安（藩士。休太郎）
- 安藤直裕（和歌山藩附家老）
- 高柳楠之助
- 陸奥宗光（藩士）

## 津和野藩
- 亀井茲監（津和野藩主）
- 岡熊臣
- 大国隆正
- 福羽美静
- 西周

## 大垣藩
- 戸田氏正（大垣藩主）
- 戸田氏彬（大垣藩主。氏正の子）
- 戸田氏共（大垣藩主。氏正の子。氏彬の弟）
- 小原鉄心（家老）
- 小原兵部
- 大高金右衛門（家老）
- 塚本勝嘉

## 桑名藩
- 松平定敬（桑名藩主）
- 松平定教（桑名藩主。定敬の養子）
- 酒井孫八郎（家老、御勝手奉行）
- 吉村権左衛門（家老、御政事惣宰）
- 服部正義（家老、御軍事惣宰、12代目服部半蔵）
- 山脇隼太郎
- 立見鑑三郎
- 井上八郎左衛門（藩士）
- 森常吉（藩士。弥一左衛門）
- 高木貞作（藩士）

## 彦根藩
- 井伊直弼（彦根藩主）
- 井伊直憲（彦根藩主。直弼の子）
- 木俣守彝（筆頭家老）
- 新野親良（家老）
- 長野主膳（家老）
- 岡本半介（家老）
- 宇津木翼（家老）
- 宇津木景福
- 西川吉輔
- 相馬永胤
- 大東義徹
- 谷鉄臣
- 日下部鳴鶴

## 津藩
- 藤堂高猷（津藩主）
- 藤堂高克（家老）
- 藤堂采女（家老）
- 藤堂監物

## 宇和島藩
- 伊達宗紀（宇和島藩主）
- 伊達宗城（宇和島藩主。宗紀の養子）
- 伊達宗徳（宇和島藩主。宗紀の子。宗城の養子）
- 吉見左膳（家老）
- 松根図書（家老）
- 二宮敬作
- 都築荘蔵
- 林玖十郎
- 兵頭雅誉
- 須藤南翠
- 井関盛艮

## 岡山藩
- 池田慶政（岡山藩主。奥平昌高の子。島津重豪の孫）
- 池田茂政（岡山藩主。徳川斉昭の子。徳川慶喜の弟）
- 伊木忠澄（家老）
- 土倉一善（家老）
- 土肥隆平（番頭）
- 牧野権六郎（大目付・郡代添役など）
- 伊東佐兵衛（側児小姓頭）
- 江見陽之進（弓組士）
- 森下景端（郡奉行・組外格軍事方など。立太郎）
- 藤本鉄石

## 広島藩
- 浅野斉粛（広島藩主。正室は徳川家斉の娘）
- 浅野長訓（広島藩主）
- 浅野長勲（最後の広島藩主）
- 浅野忠敬（家老）
- 野村帯刀（家老）
- 辻将曹（家老）
- 熊谷直彦（藩士、京都留守居役）
- 小林柔吉
- 船越八百十郎
- 船越洋之助（藩士）
- 加藤七郎兵衛（元帥加藤友三郎の父）
- 高間省三

## 小倉藩
- 小笠原忠徴（小倉藩主）
- 小笠原忠幹（小倉藩主）
- 小笠原忠忱（小倉藩主。忠幹の子）
- 小宮民部（家老）
- 島村志津摩（家老）
- 平井小左衛門

## 福岡藩
- 黒田長溥（福岡藩主。島津重豪の九男）
- 黒田長知（福岡藩主。藤堂高猷の二男）
- 黒田一葦（筆頭家老）
- 矢野梅庵（家老）
- 大音青山（家老）
- 加藤司書（家老）
- 平野国臣
- 海津幸一
- 月形洗蔵
- 月形潔
- 早川養敬
- 衣非茂記
- 建部武彦
- 中村円太
- 鷹取養巴
- 斉藤五六郎
- 喜多岡勇平
- 筑紫衛
- 伊丹真一郎
- 伊藤清兵衛
- 今中作兵衛
- 今中祐十郎
- 江上栄之進
- 大神壱岐
- 佐座謙三郎
- 瀬口三兵衛
- 中村哲蔵
- 森勤作
- 安田喜八郎
- 尾崎惣座衛門
- 萬代十兵衛
- 森安平

## 米沢藩
- 上杉斉憲（米沢藩主）
- 上杉茂憲
- 甘粕継成
- 色部久長
- 千坂高雅
- 中条明資
- 若林作兵衛
- 雲井龍雄

## 仙台藩
- 伊達慶邦（仙台藩主）
- 伊達邦成（亘理領主）
- 遠藤允信（家老・奉行）
- 但木土佐（家老）
- 大槻磐渓
- 三好清房
- 星恂太郎
- 細谷十太夫
- 坂英力
- 菊池虎太郎
- 玉虫左太夫

## 盛岡藩
- 南部利剛
- 楢山佐渡
- 東政図
- 東條英教
- 大島高任
- 那珂通高

## 長岡藩
- 牧野忠恭（長岡藩主）
- 牧野忠訓（長岡藩主。忠恭の養子）
- 河井継之助（家老）
- 山本義路（帯刀）
- 二見虎三郎
- 小林虎三郎
- 三島億二郎
- 伊東道右衛門

## 二本松藩
- 丹羽長国（二本松藩主）
- 丹羽富穀（一学）
- 木村銃太郎
- 根本愚洲

## 宇都宮藩
- 戸田忠明（宇都宮藩主）
- 戸田忠恕（宇都宮藩主。忠明の弟）
- 戸田忠至（家老）
- 県勇記（家老）

## 佐倉藩
- 堀田正睦（佐倉藩主。老中（首座））
- 堀田正倫（佐倉藩主。正睦の四男）
- 平野縫殿（家老）
- 大築尚志（藩士）

## 忍藩
- 松平忠国（忍藩主）
- 松平忠誠（忍藩主）
- 佐藤江場之助
- 吉田庸徳
- 島延安

## 加賀藩
- 前田斉泰（加賀藩主）
- 前田慶寧（加賀藩主。斉泰の子）
- 本多政均（加賀八家）
- 奥村栄通（八家）
- 村井長在（八家）
- 津田正邦（家老）
- 松平大弐（家老）
- 岡田棣
- 高橋荘兵衛
- 島田一郎　（大久保利通暗殺犯）
- 浅野屋佐平
- 福岡惣助
- 大野木仲三郎

## 尾張藩
- 徳川慶勝（尾張藩主。慶恕）
- 徳川義宜（尾張藩主。慶勝の子）
- 成瀬正肥（付家老）
- 竹腰正旧（付家老）
- 田宮如雲
- 丹羽淳太郎
- 田中不二麿
- 中村修
- 植松茂岳
- 伊藤圭介
- 茜部相嘉
- 渡辺在綱
- 荒川甚作（尾崎良知）
- 林左門

## 大村藩
- 大村純熈（大村藩主）
- 渡邊昇
- 渡邊清
- 楠本正隆
- 松林廉之助

## 津山藩
- 松平斉民（津山藩主）
- 松平慶倫（津山藩主）
- 安藤要人（津山藩の家老）
- 箕作秋坪（津山藩の蘭学者・医者。阮甫の娘婿）
- 箕作阮甫（津山藩の医者・蘭学者・後に脱藩し幕府に仕える）
- 箕作麟祥（政治家。省吾の息子であり、阮甫の孫）
- 箕作佳吉（生物学者・秋坪の三男）
- 津田真道（皇紀と呼ばれる年の表し方を作った人物。政治家）

## 久留米藩
- 真木保臣

## 庄内藩
- 酒井忠篤（庄内藩主）
- 清河八郎
- 酒井了恒
- 菅実秀

## 松代藩
- 真田幸貫（松代藩主）
- 佐久間象山
- 山寺常山
- 村上英俊
- 渡辺驥

## 小浜藩
- 梅田雲浜

## 備中松山藩
- 板倉勝静（備中松山藩主）
- 山田方谷

## その他の藩士・草莽など
- 緒方洪庵
- 京屋忠兵衛
- 中村六三郎（勝海舟に推挙され商船学校初代校長。長崎海軍伝習所二期生。砲術士）
- 赤松小三郎
- 伊東甲子太郎
- 白石正一郎
- 頼三樹三郎
- 佐久良東雄
- 水郡善之祐
- 関藤藤陰
- 高山彦九郎
- 根岸友山（壬生浪士、新徴組隊士）
- 滝善三郎（備前岡山藩士）
- 松田重助
- 古高俊太郎
- 日柳燕石
- 上野彦馬
- 月岡芳年
- 斎藤弥九郎
- 島田虎之助
- 田崎草雲
- 林忠崇
- 関寛斎
- 河野広中
- 今井信郎
- 沖田総司
- 斎藤一
- 西保周太郎（甲斐国の博徒）
- 三井卯吉（甲斐国の博徒）
- 国分三蔵（甲斐国の博徒）
- 祐天仙之助（甲斐国の博徒）
- 竹居安五郎（甲斐国の博徒）
- 黒駒勝蔵（甲斐国の博徒）
- 津向文吉（甲斐国の博徒）
- 会津小鉄
- 清水次郎長
- 相楽総三（赤報隊隊長）
- 桜井常五郎
- 松波宏年（徹翁）
- 新島襄
- 津田仙
- 松本奎堂
- 大高忠兵衛
- 大高又次郎
- 中井庄五郎
- 本間精一郎
- 大友亀太郎
- 玉松操
- 伴林光平
- 安井息軒
- 安元杜預蔵
- 宮永良蔵
- 柏尾馬之助（柏尾右馬之助）
- 松尾多勢子
- 高島章貞
- 鳥居三十郎

## 欧米
- アメリカ
  - マシュー・ペリー：日本を開国させた東インド艦隊の司令官
  - タウンゼント・ハリス：初代駐日アメリカ合衆国弁理公使（来日時は領事）
  - ヘンリー・ヒュースケン：ハリスの有能な通訳であり、オランダ系アメリカ人のため蘭語に堪能であり、蘭学関係者とのコミュニケーションでも活躍したが暗殺された
- イギリス
  - ラザフォード・オールコック：初代駐日英国公使（来日時は領事）
  - ジョン・ニール：代理公使。生麦事件賠償交渉、薩英戦争に関与
  - ハリー・パークス：2代駐日英国公使。中立的姿勢を維持しつつも、薩長をも支援。公使として18年間日本に滞在
  - アーネスト・サトウ：幕末時は通訳だがそれに留まらず、英国策論を表し、明治維新に影響を与えた。1895年には駐日英国公使
  - アレクサンダー・フォン・シーボルト：英国公使館の通訳。シーボルト事件により日本を追われたフィリップ・フランツ・フォン・シーボルトの長男。のちに明治政府にお雇い外国人として雇用される
  - トーマス・ブレーク・グラバー：長崎の商人、坂本龍馬らとの関係が深い
- フランス
  - ギュスターヴ・ド・ベルクール：初代駐日フランス公使（来日時は領事）
  - レオン・ロッシュ：2代駐日フランス公使、幕府を強力に支持し、幕府中心の近代国家建設を支援。だが、加担し過ぎで本国政府の支持を失う
  - メルメ・カション：通訳だが、ロッシュの顧問のような働きもした
  - レオンス・ヴェルニー：横須賀造兵廠を建設
  - シャルル・ド・モンブラン：薩摩藩顧問、本国で幕府は日本の全権政府ではないと主張。維新後在仏日本総領事
  - ジュール・ブリュネ：フランス軍事顧問団の一員として来日し、後に榎本武揚らと共に箱館戦争に参加
- オランダ
  - ヤン・ドンケル・クルティウス：最後のオランダ商館長、条約調印後は駐日オランダ理事官
  - ペルス・ライケン：長崎海軍伝習所、初代教官団長
  - ヴィレム・ホイセン・ファン・カッテンディーケ：長崎海軍伝習所、2代教官団長
  - ヘンドリック・ハルデス：カッテンディーケと共に来日。日本最初の近代工場である長崎製鉄所の建設を指導
  - ヨハネス・ポンペ・ファン・メーデルフォールト：医師、長崎養生所初代所長
  - アントニウス・ボードウィン：医師、長崎養生所2代所長
  - クーンラート・ハラタマ：化学者。幕府だけでなく新政府にも雇用された
  - グイド・フルベッキ：宣教師、長崎英語伝習所等で、大隈重信らに英語を教える。なお来日時は既にアメリカ国籍であったので、アメリカ人に算入されることも多い
- プロイセン
  - マックス・フォン・ブラント：初代領事、後ドイツ帝国公使
  - スネル兄弟：商人。奥羽越列藩同盟を支援
- ロシア
  - エフィム・プチャーチン：日露和親条約を締結
  - ヨシフ・ゴシケーヴィチ：初代領事。箱館在住

## 女性
- 楢崎龍
- お登勢
- 木戸松子
- 野村望東尼